# Rennera limnophila
Rennera limnophila là một loài thực vật có hoa trong họ Cúc. Loài này được Merxm. miêu tả khoa học đầu tiên.